# Efedràcies
Les efedràcies (Ephedraceae) són una família de gimnospermes de la divisió Gnetophyta. Va ser molt diversa en el passat, però només un gènere, Ephedra, ha arribat als nostres dies.

## Taxonomia
La família Ephedraceae inclou un gènere actual i nombrosos gèneres extints:
- Ephedra L.

- Alloephedra Tao et Yang †
- Amphiephedra Miki †
- Beipiaoa Dilcher et al. in Sun et al. †
- Chengia Y. Yang, L. Lin, Q. Wang †
- Drewria Crane et Upchurch †
- Eoantha Krassilov †
- Ephedrispermum Rydin et al. †
- Ephedrites Göppert et Berendt in Berendt †
- Erenia Krassilov †
- Leongathia Krassilov et al. †
- Liaoxia Cao et S.Q. Wu †
- Siphonospermum Rydin et Friis †